# Der Tanz geht weiter
Der Tanz geht weiter ist ein deutschsprachiger US-Spielfilm aus dem Jahre 1930 von Wilhelm Dieterle, seine erste amerikanische Inszenierung. Die Hauptrollen spielen er selbst sowie Lissi Arna und Anton Pointner. Der Geschichte liegt die Novelle Those Who Dance von George Kibbe Turner zugrunde.

## Handlung
Elly hat sich von ihrem Freund Jack getrennt, nachdem sie erfahren hat, dass er als Ganove dem Mob der Großstadt angehört. Sie entflieht ihrer alten Umgebung und reist zu Tim, ihren Bruder. Doch auch er gehört der Chicagoer Unterwelt an und ist ein Mafioso. Seine neueste Planung: Der Raubüberfall auf ein Juweliergeschäft. Es kommt zum Verbrechen bei dem ein Polizist von dem Gangmitglied Joe erschossen wird. Der Verdacht des Polizistenmordes fällt jedoch auf Tim, der daraufhin verhaftet wird. Nun droht diesem die Todesstrafe. Elly setzt Himmel und Hölle in Bewegung, damit Tim nicht hingerichtet wird. Doch ihr fehlen die Beweise. Joe ist ein ziemlich brutaler Zeitgenosse, der immer wieder einmal seine Freundin Kitty schlägt. Eines Tages hat sie genug davon und beichtet daraufhin Elly im geheimen, dass nicht Tim, sondern Joe der Copkiller ist.
Elly glaubt nun, Tim aus dem Gefängnis herausholen zu können, aber Kitty will partout nicht zum Schaden ihres Noch-Fundes Joe aussagen. Inzwischen hat sich die Polizei in Gestalt des Detectives Fred Hogan eingeschaltet. Der hat große Ähnlichkeit mit Jack und kann sich daher problemlos in die Mafia- und Bandenkreise Chicagos einschleichen und diese infiltrieren. Tatsächlich wird er von den Gangstern als Jack, also als einer der Ihren, akzeptiert und bekommt schließlich heraus, dass Joe der wahre Mörder des Beamten ist. In einer schummrigen Bar findet der große Showdown statt: Joe soll verhaftet werden und flieht. Die Musik hört auf zu spielen. Der Mörder wird von Kugeln durchsiebt, Tim wird nicht zum elektrischen Stuhl geführt, und die Musik in der Bar beginnt aufs Neue: Der Tanz geht weiter. Und vielleicht sogar mit Hogan und Elly als Paar.

## Produktionsnotizen
Der Tanz geht weiter, die deutsche Version von William Beaudines Those Who Dance, entstand im September 1930 in den Warner Studios in Hollywood und wurde am 3. November 1930 im Berliner Capitol-Kino uraufgeführt.
Weite Filmfassung dieses Stoffes wurden nahezu zeitgleich in Französisch (“Contre-enquête”) von Jean Daumery und in Spanisch (“Los que danzan”) von William McGann inszeniert.

## Wissenswertes
Nach Ende der Dreharbeiten zu seinem letzten deutschen Film Eine Stunde Glück Anfang 1930 folgte Dieterle eine im Frühling desselben Jahres ausgesprochene Einladung der US-Produktionsfirma Warner Bros., in Hollywood „deutschsprachige Fassungen herzustellen; seine Arbeit ist so zufriedenstellend, daß er trotz mangelhafter Englischkenntnisse bleiben darf“. In kürzester Zeit (von September bis Dezember 1930) drehte er fünf so genannte Versionenfilme US-amerikanischer Originale; bei Dämon des Meeres, der deutschen Version des beliebten Moby-Dick-Stoffes mit Dieterle in seiner letzten Schauspielrolle, erhielt sein einige Jahre zuvor gleichfalls aus Deutschland nach Amerika übergesiedelter Kollege Michael Curtiz die alleinige Namensnennung bei der Regie. Erst mit Jahresbeginn 1931, als sich Wilhelm Dieterle nunmehr auch namenstechnisch („William Dieterle“) amerikanisierte, inszenierte der gebürtige Pfälzer rein englischsprachige US-Filme.